# Hermites
Hermites é uma comuna francesa na região administrativa do Centro, no departamento Indre-et-Loire. Estende-se por uma área de 32 km². Em 2010 a comuna tinha 577 habitantes (densidade: 18 hab./km²).